# ちゅ、多様性。
「ちゅ、多様性。」（ちゅ、たようせい。）は、anoの楽曲。デジタル配信限定シングルとしてTOY'S FACTORYより2022年11月23日に各音楽配信サービスにてリリースされた。『第74回NHK紅白歌合戦』歌唱曲。

## 概要
前作の配信限定シングル『普変』より約1ヶ月ぶりのリリースとなる。
本楽曲は、テレビアニメ『チェンソーマン』の第7話エンディングテーマとして使用されており、anoがTVアニメ主題歌の担当をするのは 『TIGER & BUNNY 2』のエンディングテーマとなった 『AIDA』以来約7ヶ月ぶりとなった。
あのは、本楽曲の名前に「多様性」という言葉を用いたのは自身が多様性の代表であるからと述べた。
2023年3月3日、「THE FIRST TAKE」で本楽曲を披露した映像がYouTubeでプレミア公開された。
2023年5月17日、表題曲のアナログ盤（12インチレコード）がリリースされた。

## 受賞
| 年     | 賞                                            | 結果       |
| ------ | --------------------------------------------- | ---------- |
| 2022年 | 令和4年アニソン大賞（SMEJ) 作詞賞             | ノミネート |
| 2023年 | TikTok上半期トレンド大賞2023 ミュージック部門 | ノミネート |

## ミュージックビデオ
2022年11月24日にミュージックビデオが公開された。中華がモチーフになっており、麻雀や中華料理店のイメージが登場するほか、ダンサーはブルース・リーの『死亡遊戯』のトラックスーツを思わせる衣装を着用している。振り付けは、3人組ボーイズグループのパワーパフボーイズが手掛けた。
山里亮太（南海キャンディーズ）がネズミ役で出演している。

## タイアップ
| 年     | 楽曲           | タイアップ                                          |
| ------ | -------------- | --------------------------------------------------- |
| 2022年 | ちゅ、多様性。 | TVアニメ『チェンソーマン』第7話エンディング・テーマ |

## カバー
- 宮本フレデリカ（髙野麻美） - ゲーム『アイドルマスター シンデレラガールズ スターライトステージ』に収録（2023年10月30日追加）。
- 内田彩 - カバーソングプロジェクト『CrosSing 9th SEASON』にてカバー[12]。「ちゅ、多様性。 from CrosSing」のタイトルで2024年6月12日配信リリース。
- Poppin'Party［戸山香澄（愛美）］ - ゲーム『バンドリ! ガールズバンドパーティ!』に収録（2024年9月10日追加）。